# James W. Vaupel

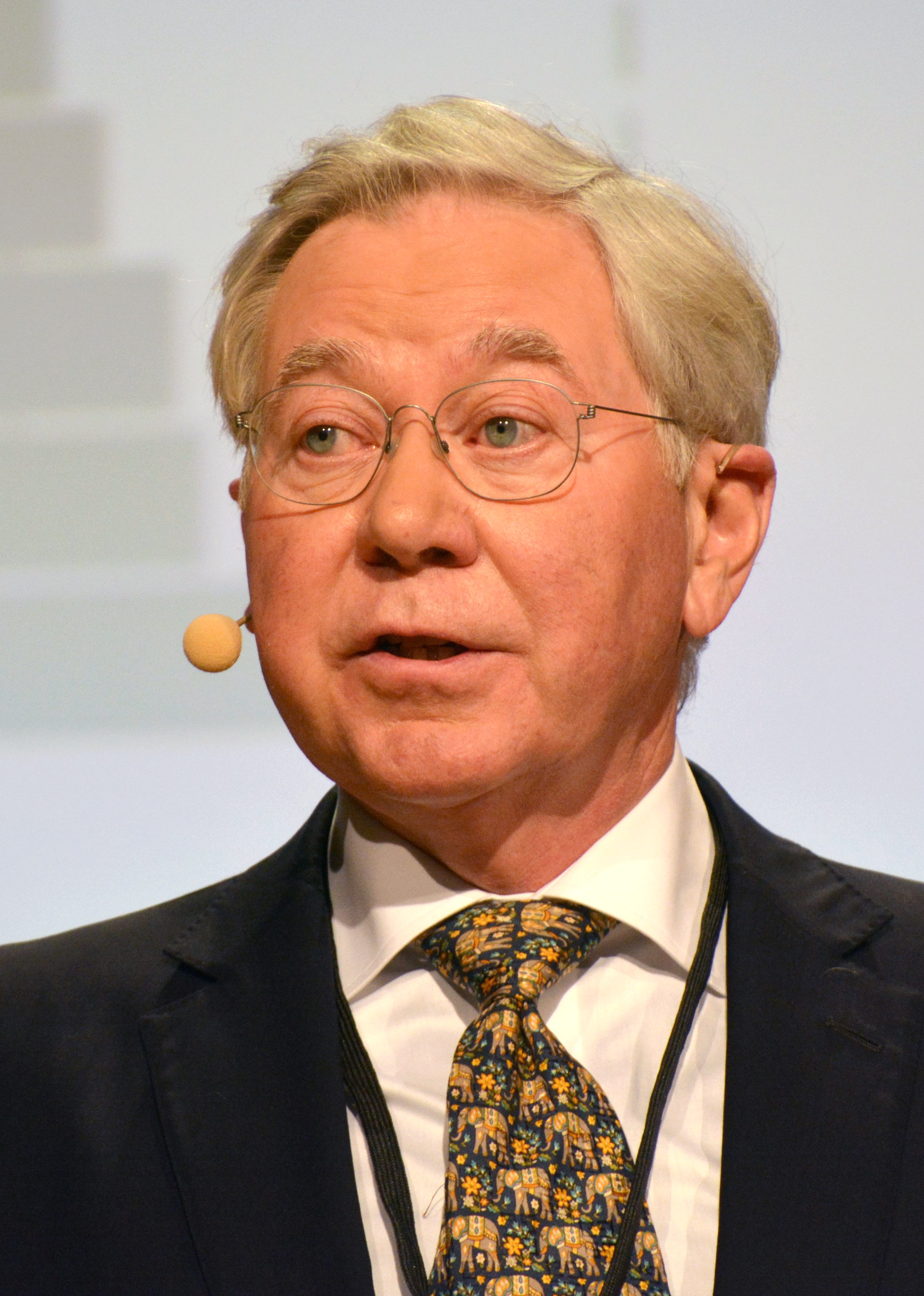
James W. Vaupel, 2014

James Walton Vaupel (* 2. Mai 1945 in Rochester, New York; † 27. März 2022) war ein US-amerikanischer Bevölkerungswissenschaftler und Professor für Demografie, Epidemiologie und Gerontologie. Bis Ende 2017 war er Direktor des Max-Planck-Instituts für demografische Forschung (MPIDR).

## Leben
Vaupel studierte an der Harvard University mathematische Statistik und erwarb dort 1967 den Bachelor of Arts. Von 1967 bis 1975 arbeitete er als wissenschaftlicher Mitarbeiter an der Harvard Business School und wirkte am Harvard Multinational Enterprise Project mit, einer Studie unter 187 amerikanischen Unternehmen zur typischen Abfolge von Organisationsstrukturen. Parallel zu dieser Tätigkeit erlangte Vaupel 1971 den Master in Public Policy an der John F. Kennedy School of Government von Harvard. 1978 promovierte er dort mit einer Dissertation zum Thema Early Death: A Policy Analysis of the Prospects for Saving Lives (deutsch: Früher Tod – ein Maßnahmenratgeber der Aussichten, Leben zu retten) und erlangte den Doktorgrad Ph.D.
Von 1972 bis 1985 war Vaupel als außerplanmäßiger Lehrbeauftragter an der Sanford School of Public Policy an der Duke University in Durham beschäftigt, wirkte daneben von 1979 bis 1982 als Berater der U.S. Environmental Protection Agency und von 1979 bis 1981 als untersuchender Leiter im Ausschuss für Risiko und Entscheidungsfindung an der National Academy of Sciences in Washington, D.C. Nach einem kurzen wissenschaftlichen Tätigkeitsaufenthalt am Internationalen Institut für angewandte Systemanalyse (IIASA) im niederösterreichischen Laxenburg folgte Vaupel 1988 dem Ruf an die Universität von Minnesota und wurde Professor für Altersforschung, Assistenzprofessor für Epidemiologie sowie Professor für Public Affairs und Planung. 1991 kehrte er nach Europa zurück und wurde Professor für Demografie und Epidemiologie am Institut für öffentliche Gesundheit an der Süddänischen Universität in Odense. Parallel zur Professur in Odense (bis 2002) blieb Vaupel von 1992 bis 2005  Wissenschaftler am Sanford Institut der Duke University; diese Tätigkeit wurde 2006 zur Forschungsprofessur aufgewertet.
Von der Gründung im Jahr 1996 bis Ende 2017 war Vaupel Gründungsdirektor am Max-Planck-Institut für demografische Forschung in Rostock, er führte seit 2004 als Direktor das Rostocker Zentrum zur Erforschung des Demografischen Wandels. Daneben leitete er das Population, Policy, Aging and Research Center der Duke University und befand sich in zahlreichen weiteren Funktionen, darunter als Rektor der European Doctoral School of Demography, als Honorarprofessor an der Universität Rostock sowie als Mitglied im Überprüfungsausschuss Sozialwissenschaftliche und Bevölkerungsstudien der National Institutes of Health.
James Vaupel war mit Bodil Gøbel Vaupel verheiratet und Vater von zwei Töchtern. Er starb nach kurzer Krankheit im Alter von 76 Jahren.

## Auszeichnungen und Mitgliedschaften
James Vaupel erhielt für seine zahlreichen Publikationen und Tätigkeiten im Laufe seiner Karriere folgende Auszeichnungen:
- Europäischer Latsis-Preis (2011)[5]
- Mitglied der Deutschen Akademie der Naturforscher Leopoldina, Deutschland (2008)[6]
- Mitglied der American Academy of Arts and Sciences, USA (2008)[7][8]
- Preisträger des Mindel C. Sheps Award for Mathematical Demography der Population Association of America, USA (2008)[9]
- Mitglied der National Academy of Sciences, USA (2004)[10]
- Preisträger des Longevity Prize der Ipsen Foundation, Frankreich (2003)[1]
- Preisträger des Irene B. Taeuber Award for Lifetime Achievement der Population Association of America, USA (2001)
- Wissenschaftliches Mitglied der Max-Planck-Gesellschaft, Deutschland (ab 1996)
- Ritter des Dannebrog-Ordens[11]

## Werke (Auswahl)
James Vaupel ist Autor, Co-Autor und Herausgeber zahlreicher Publikationen, Artikel und Beiträge:
- Supercentenarians, J. Vaupel et al. (Hrsg.), Springer Berlin 2010. ISBN 978-3-642-26347-7.
- J. W. Vaupel: Preface. In: Healthy longevity in China. (Eds.) Y. Zeng, D. L. Poston, Jr., D. Ashbaugh Vlosky and D. Gu. Springer Verlag (2008).
- J. W. Vaupel: Wir müssen unsere Lebensläufe völlig neu denken. Frankfurter Allgemeine Zeitung 13, 31 (16. Januar 2007).[12]
- J. W. Vaupel and K. G. von Kistowski: Die Plastizität menschlicher Lebenserwartung und ihre Konsequenzen In: Die Zukunft des Alterns. Report der Max-Planck-Gesellschaft (Ed.) P. Gruss. C. H. Beck, München 2007, 51–78. (2007)
- J. W. Vaupel and E. Loichinger: Redistributing Work in Aging Europe. Science 312, 1911–1913 (2006).
- Oeppen, J. and J. W. Vaupel: Broken limits to life expectancy. Science 296, 1029–1031 (2002).
- Vaupel, J. W., K. G. Manton and E. Stallard: The impact of heterogeneity in individual frailty on the dynamics of mortality. Demography 16, 439–454 (1979).